# 包帯クラブ
『包帯クラブ』（ほうたいクラブ）は天童荒太による日本の小説作品。これを原作にした同名の日本映画が2007年9月15日に公開された。

## 概要
ワラは両親の離婚がきっかけで少し投げやりな生活を送っていたが、ふとしたきっかけで病院の屋上でディノと出会う。
ディノは少し変わった男の子で、傷そのものに包帯を巻くのではなく、傷ついた場所に巻くというアイデアを披露する（たとえばフェンスで手に怪我をした場合、手ではなくフェンスに包帯を巻く）。その風にたなびく包帯を見て心が動いたワラだったが、その場ではつっけんどんな態度で去ってしまう。ところが、傷ついた友達をなぐさめようと同じように傷ついた場所に包帯を巻くと「すっごくいいよ!」と言われ、気づけばディノも加わって「包帯クラブ」を結成することになってしまった。
最初は冷めた視線で活動に関わっていたワラであったが、いじめのトラウマを持つ他人の傷や仲間の傷を知ることによって自分自身も変わっていく。

## 小説
- 単行本、ちくまプリマー新書（2006年2月7日刊行 ISBN 4-480-68731-9）
- 文庫本、ちくま文庫（2013年6月10日刊行 ISBN 978-4-480-43015-1） - 表紙イラストは五十嵐大介。

## 映画
2007年9月15日、全国東映系にて公開。全編にわたって群馬県高崎市で撮影された。主演は柳楽優弥。
また業界初の試みとして、一般鑑賞料金を1000円とする早割チケット販売が、2007年7月1日 - 7月31日の期間限定で実施された。事前の覆面試写会において、高い評価を得たため、10代を中心としたカラオケ店のビッグエコーや、大手予備校代々木ゼミナールでの試写会などが行われた。
東映直営館やシネコンを中心に全国204スクリーンでの封切りとなったものの、ほとんどが3週間で上映終了となり、興行収入も1.5億円に留まった。しかし内容的には高評価を得ており、2007年度ブルーリボン賞では作品として邦画ベストテン入りし、堤幸彦は監督賞候補に上った。
2008年1月10日には韓国で、7月17日にはタイでも公開された。

### キャスト
- 井出埜辰耶（ディノ）：柳楽優弥
- 騎馬笑美子（ワラ）：石原さとみ
- 柳元紳一（ギモ）：田中圭（幼少期：大嶋捷稔）
- 丹沢志緒美（タンシオ）：貫地谷しほり
- 本橋阿花里（テンポ）：関めぐみ
- 芦沢律希（リスキ）：佐藤千亜妃（幼少期：滝澤史）
- テンポの母：風吹ジュン
- ワラの母：原田美枝子
- 小林和代（デパチカ）：岡本麗
- お手伝いさん：大島蓉子
- 国広富之
- 野添義弘
- 先生：塩見三省
- 医師：佐藤二朗
- 騎馬競介：落合扶樹
- マイウー：平沢賢人
- ツッコミ：小野賢章
- 柔道部員：竹内友哉
- 柔道部員：四家聡
- 柔道部員：大川雅大
- 少女：楯真由子
- 少年B：渡辺直樹

### スタッフ
- 監督：堤幸彦
- 脚本：森下佳子
- 音楽：ハンバート ハンバート
- 主題歌：高橋瞳「強くなれ」
- 撮影：唐沢悟
- 照明：木村明生
- 美術：鈴木絢子
- 編集：大野昌寛
- 制作主任：高瀬大樹
- アクションコーディネーター：諸鍛冶裕太
- VFX：エヌ・デザイン
- ウォールアート：足立努
- 料理指導：時吉真由美
- 手話指導：手話ランドきいろぐみ
- エンドロールフォト：Mikiko Kikuyama、Mari Horiuchi、Kiwako MIbe、Hiro Takemae、Shu Harada、Myong Hwi、Tomoko Watanabe
- メイキングディレクター・エンドタイトル演出：二宮崇
- スタジオ：日活撮影所
- 現像：東京現像所
- テレシネ：ヨコシネ ディー アイ エー
- プロデューサー：兵頭秀樹、大岡大介、野村敏哉
- プロデュース：神康幸、植田博樹
- エグゼクティブプロデューサー：中野匡人（王様のブランチ）
- 企画：中村理一郎、濱名一哉、遠藤茂行、細野義朗、菅井敦、長坂信人
- 制作プロダクション：オフィスクレッシェンド
- 配給：東映
- 製作：2007包帯クラブ製作委員会（電通、TBS、東映、S･D･P、ホリプロ、筑摩書房、オフィスクレッシェンド）

## 漫画
オオイシヒロト画で、小学館のヤングサンデーコミックススペシャルから2007年8月に1巻が、同9月に2巻が発売されている。全2巻。